# Royaume de Pologne (1320-1385)
Pour les articles homonymes, voir Royaume de Pologne.
1320–1385
Entités précédentes :
- Royaume de Pologne

Entités suivantes :
- Royaume de Pologne

Le royaume de Pologne des derniers Piasts désigne la Pologne des années comprises entre le couronnement de Ladislas Ier en 1320 et la mort de Casimir le Grand en 1370. Après deux siècles de morcellement, Ladislas réunit les diverses principautés constituées sur le territoire du royaume de Pologne. Son fils, Casimir le Grand, dernier roi de la dynastie Piast, renforce considérablement le pays en conquérant notamment une partie du territoire des principautés russes.

## Histoire
En 1278, Przemysł II hérite de la Grande-Pologne. Par la ruse, il regagne de vastes territoires constitutifs de l'ancien royaume. Il est finalement couronné en 1295, mais meurt assassiné l'année suivante, en 1296. À sa mort, Ladislas Ier reprend la politique unificatrice de son prédécesseur. Malgré de nombreuses défaites, il parvient à établir son pouvoir en 1314 avec l'aide des forces hongroises. En 1319, Ladislas Ier a réuni suffisamment de territoires pour être reconnu roi par ses voisins. Il est ainsi couronné le 20 janvier 1320.

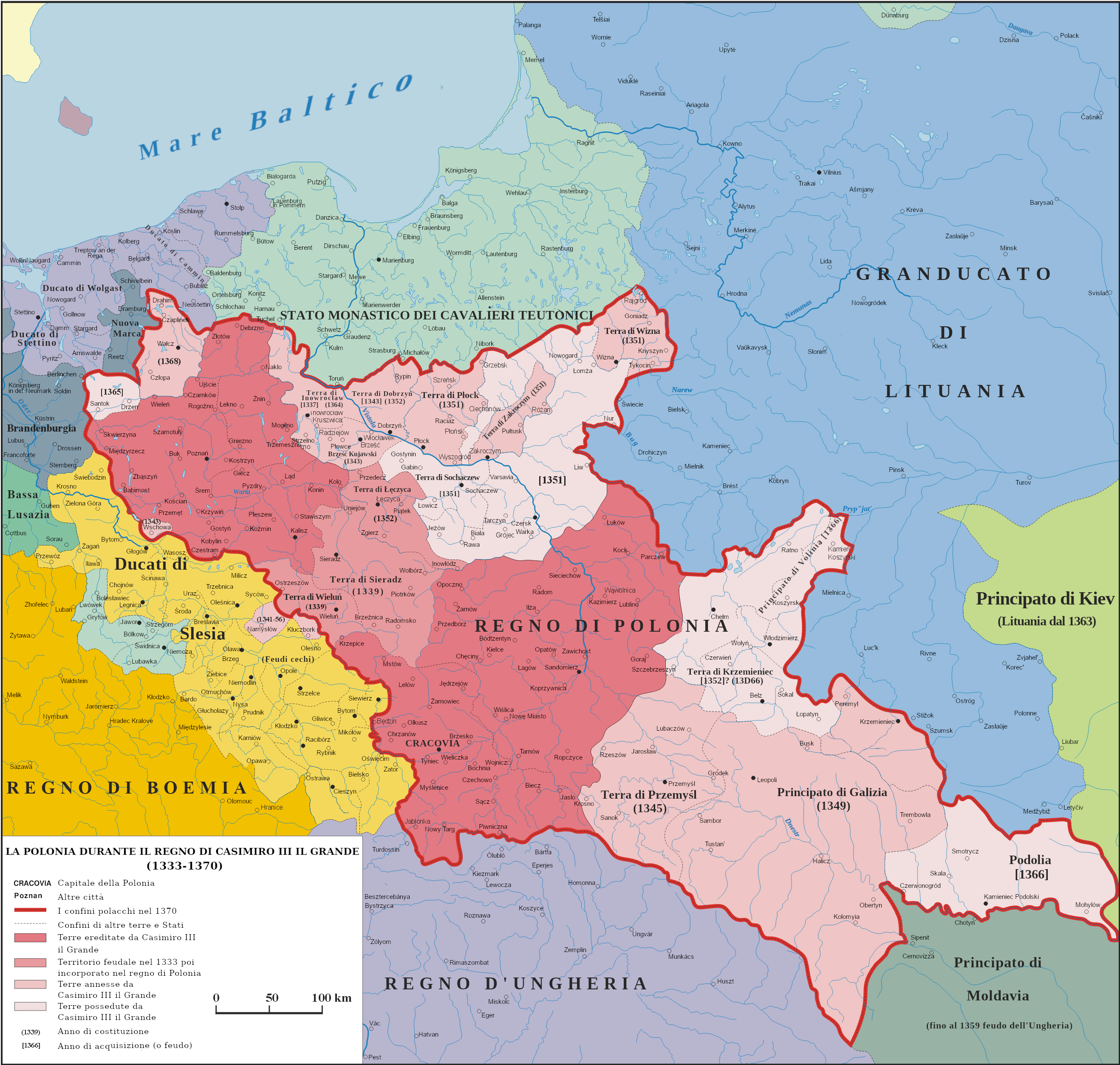
La Pologne sous le règne de Casimir III

Avec cet avènement, une nouvelle période de faste dans l'histoire polonaise commence. Sa succession fut assurée par son fils Casimir Ier en 1333 qui poursuit l'œuvre de son père. En faisant des concessions avec la Bohême et les chevaliers de l'ordre Teutonique il fortifie le pays. De nombreux châteaux sont construits et les villes sont fortifiées. Pendant son règne le pays gagne des territoires sur ses voisins. Il gagne ainsi son surnom de Casimir le Grand
Tout en utilisant la diplomatie pour gagner un peu de répit sur les menaces externes, Casimir se fixe pour objectif la consolidation interne. Il gagne sa réputation par sa sagacité, ses talents de bâtisseur et d'administrateur. Il fonde, en 1364, la première université de Pologne, qui deviendra l'université Jagellonne faisant de cette ville un important centre culturel européen. Sa médiation entre le roi de Bohême et le roi de Hongrie au Congrès de Cracovie la même année, signale le retour de la Pologne au rang des puissances européennes.
Sans descendance mâle, il est le dernier roi de la dynastie Piast. En 1370 une nouvelle période d'incertitude politique commence. Néanmoins le XIVe siècle marque le début de l'ascension de la Pologne.

## Économie
Casimir III de Pologne allège les charges paysannes, crée des villages de colonisation et favorise l’expansion agricole et commerciale (céréales, bétail, peaux, bois, poix, goudron, draps). En réorganisant le système de l’impôt, Casimir accélère le développement de l’économie monétaire. De nombreuses villes sont créées et dotées d’un statut (47 en Petite-Pologne, 32 en Grande-Pologne). Plus de cinquante châteaux sont construits, une trentaine d’agglomérations sont fortifiées, avec leurs marchés couverts et leurs hôtels de ville à beffroi.

## Culture
Avec l'annexion de la Volhynie, de la Ruthénie et de la Galicie, la Pologne de Casimir III le Grand grossit d’un tiers de son territoire et de sa population. Elle devient à partir de 1366 un État multinational et multireligieux dans lequel vivent des Polonais, des Allemands (dans les villes), des Ruthènes (Russes de Halytch), des Flamands, des Valaques (Podolie), des Juifs, des Arméniens (dispersés à partir du XIe siècle par les Seldjoukides), avec une forte minorité de Russes orthodoxes. L’administration use de plusieurs langues représentées par des chancelleries diverses. Casimir pratique une politique de polonisation en nommant pour ces nouveaux territoires un gouverneur polonais et en créant un archevêché catholique à Łwow (1364), qui regroupe les diocèses de rite latin de Halytch, Chełm, Wladzimierz. Les boyards s’intègrent assez rapidement, adhèrent à l’Église catholique et entrent dans la féodalité polonaise. Quand il annexe la terre de Halytch, Casimir conserve l’évêque orthodoxe, à côté du métropolite latin de Halicz-Łwow. La Pologne devient le seul royaume d’Europe où coexistent pacifiquement plusieurs confessions.